# Алексеевка (Дзержинский)
Алексеевка (ранее называлась Алексеево, Алексеева и Алексеевская) — одна из четырёх деревень, принадлежавших Николо-Угрешскому монастырю, образовавших впоследствии посёлок, а затем город Дзержинский Московской области.
Самая западная из вошедших в город деревень, располагалась на месте нынешней агрофирмы «Нива», от северного берега озера Ямы. В 1878 году в Алексеевке было 16 дворов. Под названием Алексеева обозначена на Плане Генерального Межевания 1797 года. С 1861 года входила в Выхинскую волость Московского уезда Московской губернии, после революции переименованную в Ухтомскую. Деревня входила в Кишкинский сельсовет Ухтомской волости.

## Население
Динамика населения деревни:
| Год     | 1852 | 1859 | 1890 | 1899 | 1926 |
| ------- | ---- | ---- | ---- | ---- | ---- |
| Жителей | 103  | 122  | 125  | 62   | 138  |
| Мужчин  | 46   | 56   |      |      | 63   |
| Женщин  | 57   | 66   |      |      | 75   |
| Дворов  | 15   | 16   |      |      | 28   |